# Línea U1 (AUVASA)
La línea U1 de AUVASA es un servicio de bus lanzadera con pocas paradas que une el barrio vallisoletano de Covaresa con la zona de facultades del Campus Miguel Delibes, pasando también por el paseo de Zorrilla, la estación de autobuses de Valladolid, el centro de la ciudad y los barrios de Belén y Pilarica. Circula solo a primera hora de la mañana, en dirección a la universidad.

## Frecuencias
| DÍA                      | LUGAR DE SALIDA | HORARIOS DE SALIDA |
| ------------------------ | --------------- | ------------------ |
| Lunes a viernes lectivos | COVARESA        | 7:20 y 8:20        |
| Sábados y festivos       | SIN SERVICIO    | -                  |

## Paradas
Nota: Al pinchar sobre los enlaces de las distintas paradas se muestra cuanto tiempo queda para que pase el autobús por esa parada.
| Hacia Campus M. Delibes                                      | Correspondencia con líneas: |
| ------------------------------------------------------------ | --------------------------- |
| Pza. Castilla y León 1                                       | 1                           |
| Pº Zorrilla 187 esq. Vinos Vega Sicilia                      | 1                           |
| Pº Zorrilla 133 Bº La Rubia                                  | 1 18 19                     |
| Pº Zorrilla 65 fte. centro comercial                         | 1 2 5 7 10 18 19 C2 26      |
| C/ Puente Colgante 1 fte. est. de autobuses                  | 2 9                         |
| Pza. Circular 7 esq. Industrias                              | 3 17 18 19                  |
| Plaza Colegio Santa Cruz 9                                   | 7 8                         |
| Paseo Prado de La Magdalena 6 frente Residencia Alfonso VIII | C2                          |
| Paseo Prado de La Magdalena 18 Filosofía y Letras            | C1                          |
| Avda. Valle Esgueva 6 Económicas                             | 8 U8                        |
| Pº Belén Campus Miguel Delibes                               | 8 U8                        |